# Rauenthalite
La rauenthalite è un minerale.